# آگوستین بیرل
آگوستین بیرل (انگلیسی: Augustine Birrell؛ ۱۹ ژانویه ۱۸۵۰ – ۲۰ نوامبر ۱۹۳۳) یک سیاست‌مدار اهل بریتانیا و عضو حزب لیبرال آن کشور بود.